# العلاقات الأرمنية الأوكرانية
العلاقات الأرمينية الأوكرانية هي العلاقات الثنائية التي تجمع بين أرمينيا وأوكرانيا.

## مقارنة بين البلدين
هذه مقارنة عامة ومرجعية للدولتين:
| وجه المقارنة                                              | أرمينيا                    | أوكرانيا                                   |
| --------------------------------------------------------- | -------------------------- | ------------------------------------------ |
| المساحة (كم2)                                             | 29.74 ألف                  | 603.63 ألف                                 |
| عدد السكان (نسمة)                                         | 2.93 مليون                 | 45.55 مليون                                |
| الكثافة السكانية (ن./كم²)                                 | 98.52                      | 75.46                                      |
| العاصمة                                                   | يريفان                     | كييف                                       |
| اللغة الرسمية                                             | لغة أرمنية                 | اللغة الأوكرانية                           |
| العملة                                                    | درام أرميني                | هريفنا أوكرانية، كاربوفانيتس، روبل سوفييتي |
| الناتج المحلي الإجمالي (بليون دولار)                      | 11.54 مليار                | 112.15 مليار                               |
| الناتج المحلي الإجمالي (تعادل القوة الشرائية) بليون دولار | 25.41 مليار                | 352.98 مليار                               |
| الناتج المحلي الإجمالي الاسمي للفرد دولار أمريكي          | 3.49 ألف                   | 2.11 ألف                                   |
| الناتج المحلي الإجمالي للفرد دولار أمريكي                 | 8.07 ألف                   | 8.66 ألف                                   |
| مؤشر التنمية البشرية                                      | 0.743                      | 0.747                                      |
| رمز المكالمات الدولي                                      | +374                       | +380                                       |
| رمز الإنترنت                                              | .am، .հայ ‏                 | .ua، .укр ‏                                 |
| المنطقة الزمنية                                           | ت ع م+04:00، توقيت أرمينيا | ت ع م+02:00، ت ع م+03:00، توقيت شرق أوروبا |

## مدن متوأمة
في ما يلي قائمة باتفاقيات التوأمة بين مدن أرمينية وأوكرانية:
- ترتبط يريفان مع كييف باتفاقية توأمة منذ 1998.[16][16][16][16]

## منظمات دولية مشتركة
يشترك البلدان في عضوية مجموعة من المنظمات الدولية، منها:
| علم المنظمة | اسم المنظمة                               | تاريخ انضمام أرمينيا | تاريخ انضمام أوكرانيا |
| ----------- | ----------------------------------------- | -------------------- | --------------------- |
|             | وكالة ضمان الاستثمار متعدد الأطراف        | 5 ديسمبر 1995        | 19 يوليو 1994         |
|             | الأمم المتحدة                             | 2 مارس 1992          | 24 أكتوبر 1945        |
|             | الفريق المعني برصد الأرض                  | ?                    | ?                     |
|             | منظمة حظر الأسلحة الكيميائية              | ?                    | ?                     |
|             | منظمة التجارة العالمية                    | 5 فبراير 2003        | 16 مايو 2008          |
|             | منظمة الشرطة الجنائية الدولية             | ?                    | ?                     |
|             | منظمة الأمن والتعاون في أوروبا            | 30 يناير 1992        | 30 يناير 1992         |
|             | مؤسسة التنمية الدولية                     | 25 أغسطس 1993        | 27 مايو 2004          |
|             | يونسكو                                    | 9 يونيو 1992         | 12 مايو 1954          |
|             | مجلس أوروبا                               | 25 يناير 2001        | 9 نوفمبر 1995         |
|             | الاتحاد البريدي العالمي                   | ?                    | ?                     |
|             | البنك الدولي للإنشاء والتعمير             | 16 سبتمبر 1992       | 3 سبتمبر 1992         |
|             | منظمة التعاون الاقتصادي للبحر الأسود      | ?                    | ?                     |
|             | الاتحاد الدولي للاتصالات                  | 30 يونيو 1992        | 7 مايو 1947           |
|             | مؤسسة التمويل الدولية                     | 18 أبريل 1995        | 18 أكتوبر 1993        |
|             | المنظمة الأوروبية لسلامة الملاحة الجوية   | 2006                 | 2004                  |
|             | المركز الدولي لتسوية المنازعات الاستشارية | 16 أكتوبر 1992       | 7 يوليو 2000          |

## وصلات خارجية
- موقع وزارة الخارجية الأرمينية
- موقع وزارة الخارجية الأوكرانية